# Le Vol du Phœnix (film, 1965)
Pour les articles homonymes, voir Le Vol du Phénix.
Pour plus de détails, voir Fiche technique et Distribution.
Le Vol du Phœnix (The Flight of the Phoenix) est un film américain réalisé par Robert Aldrich en 1965

## Résumé
Un Fairchild C-82 Packet quitte un complexe de prospection pétrolière situé au cœur du désert libyen. À bord de cet appareil se trouvent, outre le pilote, Frank Towns, et son navigateur, Lew Moran, dix passagers dont deux militaires, ainsi que du fret. Peu après le décollage, Frank se rend compte que la radio de bord est en panne. Les dernières données qu'il a en sa possession étant rassurantes, il décide de continuer son chemin quand survient une terrible tempête de sable. 
Un à un, les moteurs s'arrêtent et le crash dans les dunes devient inévitable. Les survivants s'organisent tant bien que mal sous l'autorité du commandant de bord, mais les esprits ne vont pas tarder à s'échauffer. L'eau restant dans la carcasse — plus ou moins intacte — de l'avion doit être rationnée et chacun tente tant bien que mal de survivre en attendant les secours quand Dorfmann, un des passagers propose une solution délirante : Il croit possible de construire un nouvel avion à partir de l'épave. 
Le C-82 est un bimoteur bipoutre, c'est-à-dire un avion dont les gouvernes de queue ne sont pas installées sur le fuselage, mais rattachées aux ailes par un double longeron, chacun de ces longerons portant un moteur. Le plan de Dorfmann est d'attacher les sections extérieures des deux ailes  au longeron-moteur gauche, seules pièces encore à peu près intactes, en abandonnant le fuselage, les sections intérieures des deux ailes et le moteur droit. Les passagers voleront en se couchant sur les ailes. Malgré les doutes du commandant de bord, le capitaine Towns, la proposition est adoptée dans l'espoir d'être sauvés, ou pour le moins de conserver le moral en attendant d'éventuels secours.
Quand le nouvel aéronef est presque terminé, ils le surnomment "Le Phénix", comme l'oiseau mythique qui renaissait de ses cendres.
Alors que les réserves d'eau sont épuisées, le Phénix est terminé. Les huit survivants tirent l'avion sur une colline proche et s'embarquent. Le Phénix dévale la pente et réussit à décoller. Il se pose près d'une oasis et d'une exploitation pétrolière.

## Fiche technique
- Titre original : The Flight of the Phoenix
- Titre français : Le Vol du Phœnix
- Réalisation :  Robert Aldrich, assisté d'Oscar Rudolph
- Scénario : Lukas Heller d'après le roman de Trevor Dudley-Smith, publié en français sous le titre Direction Koufra (trad. France-Marie Watkins, Paris, Presses de la Cité, 1964)
- Musique : Frank De Vol
- Costumes : Norma Koch
- Producteur : Robert Aldrich
- Montage : Michael Luciano
- Pays de production :  États-Unis
- Langue originale : anglais
- Format : couleur (DeLuxe) — 35 mm — 1,85:1 — son mono (Westrex Recording System)
- Genre : Aventure et drame
- Durée : 142 minutes
- Dates de sortie : 
  - États-Unis : 15 décembre 1965
  - France : 25 mai 1966

## Distribution
- James Stewart (VF : Roger Tréville) : Capt. Frank Towns
- Richard Attenborough (VF : André Valmy) : Lew Moran
- Peter Finch (VF : René Arrieu) : Capt. Harris
- Hardy Krüger (VF : Bernard Noël) : Heinrich Dorfmann
- Ernest Borgnine (VF : Claude Bertrand) : Trucker Cobb
- Ronald Fraser (VF : Philippe Dumat) : Sergent Watson
- Ian Bannen (VF : Maurice Sarfati) : 'Ratbags' Crow
- George Kennedy (VF : Pierre Leproux) : Mike Bellamy
- Christian Marquand : Dr. Renaud
- Gabriele Tinti : Gabriel
- Dan Duryea : Standish
- Alex Montoya : Carlos
- Peter Bravos : Tasso
- William Aldrich : Bill
- Barrie Chase : Farida

## Commentaires
- Un remake de ce film a été réalisé en 2004 : Le Vol du Phœnix, transposé dans le désert de Mongolie, et à une époque plus proche de la réalisation.
- Le célèbre cascadeur Paul Mantz s'est tué au cours du tournage sur l'avion censé avoir été reconstitué.
- James Stewart, aviateur dans le film, a été pilote de bombardier pendant la Seconde Guerre mondiale